# Nebulosa do Haltere
A Nebulosa do Haltere (Messier 27, NGC 6853), foi a primeira nebulosa planetária descoberta. Está localizada a cerca de mil e duzentos anos-luz de distância da Terra, na direção da Constelação da Raposa.
Foi descoberta em 1764, por Charles Messier. Com seu brilho de magnitude aparente 7,5 e com diâmetro aparente de cerca de 8 minutos de arco, é facilmente visível com binóculos e bastante observada por astrônomos amadores. Situa-se aproximadamente a 1000 anos-luz em relação à Terra e sua idade, cerca de 10 000 anos, é extremamente pequena em termos astrônomicos, embora comum para nebulosas planetárias.

## Descoberta e visualização

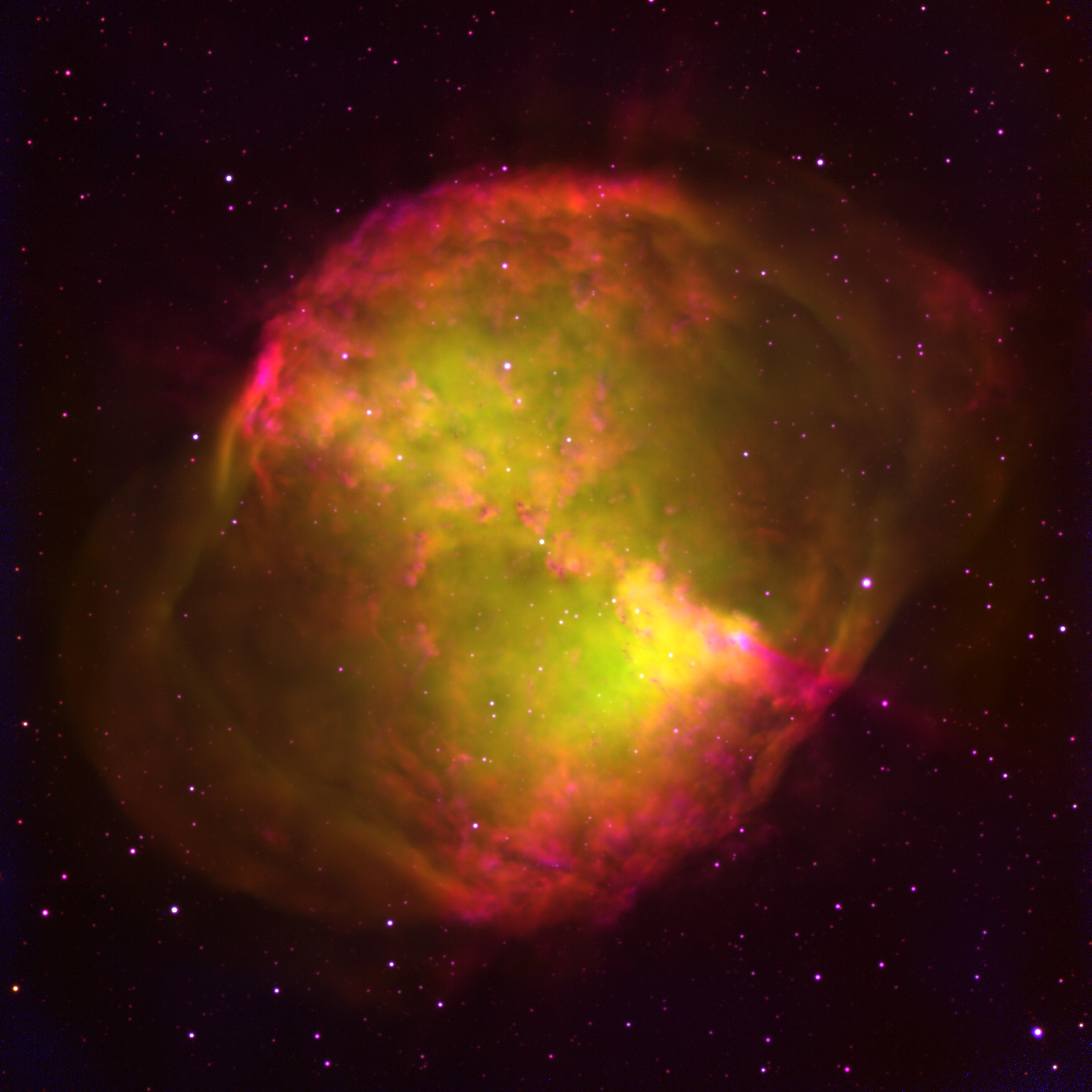
Nebulosa do Haltere, NASA

Foi a primeira nebulosa planetária a ser descoberta e o primeiro a visualizá-la foi o astrônomo francês Charles Messier, em 12 de julho de 1764. Ele descreveu o objeto como uma nebulosa oval sem estrelas. O nome "haltere" foi dado por John Herschel, que o comparou-o a uma "marca de dois tiros próximos".
A partir da Terra, tem-se a vista equatorial da nebulosa planetária, de forma semelhante à vista de outra nebulosa planetária, a Pequena Nebulosa do Haltere (Messier 76). Posicionando-se em um dos polos da nebulosa, seria possível visualizar sua forma de um anel, forma semelhante a nebulosa do Anel (Messier 57).

## Características
É considerado a mais impressionante nebulosa planetária pelos astrônomo amadores. Seu diâmetro aparente mede 6 minutos de grau, com um halo tênue que se estende por mais de 15 minutos, metade do diâmetro aparente da Lua Cheia. Está entre as nebulosas planetárias mais brilhantes da esfera celeste, com magnitude aparente 7,4, pouco menos brilhante do que a Nebulosa de Hélix, na constelação de Aquário, com magnitude aparente 7,3, embora superficialmente menos brilhante devido a sua grande extensão. Em fotografias, a nebulosa é um pouco mais fraca, com magnitude aparente 7,6.
Segundo a astrônoma russa O.N. Chudowitchera, do Observatório de Pulkowo, a região mais brilhante da nebulosa está se expandindo a uma taxa de 6,8 segundos de grau por século, levando a uma estimativa de 3 000 a 4 000 anos dese o início da expansão. Segundo a astrônoma, a distância da nebulosa em relação à Terra é de cerca de 450 anos-luz. Entretanto, Robert Burnham, Jr. estimou que a velocidade de expansão é de cerca de 1 segundo de grau por século, o que implica que a idade da nebulosa é cerca de 48 000 anos. Como normalmente ocorre com nebulosas planetárias, a distância da nebulosa da Terra não é bem determinada. Chudowitchera estimou em 450 anos-luz, mas Steven Hynes em 800, Kenneth Glyn Jones em 975 e John Mallas e Evered Kreimer em 1 250. Outros astrônomos dão valores tão altos quanto 3 500 anos-luz.

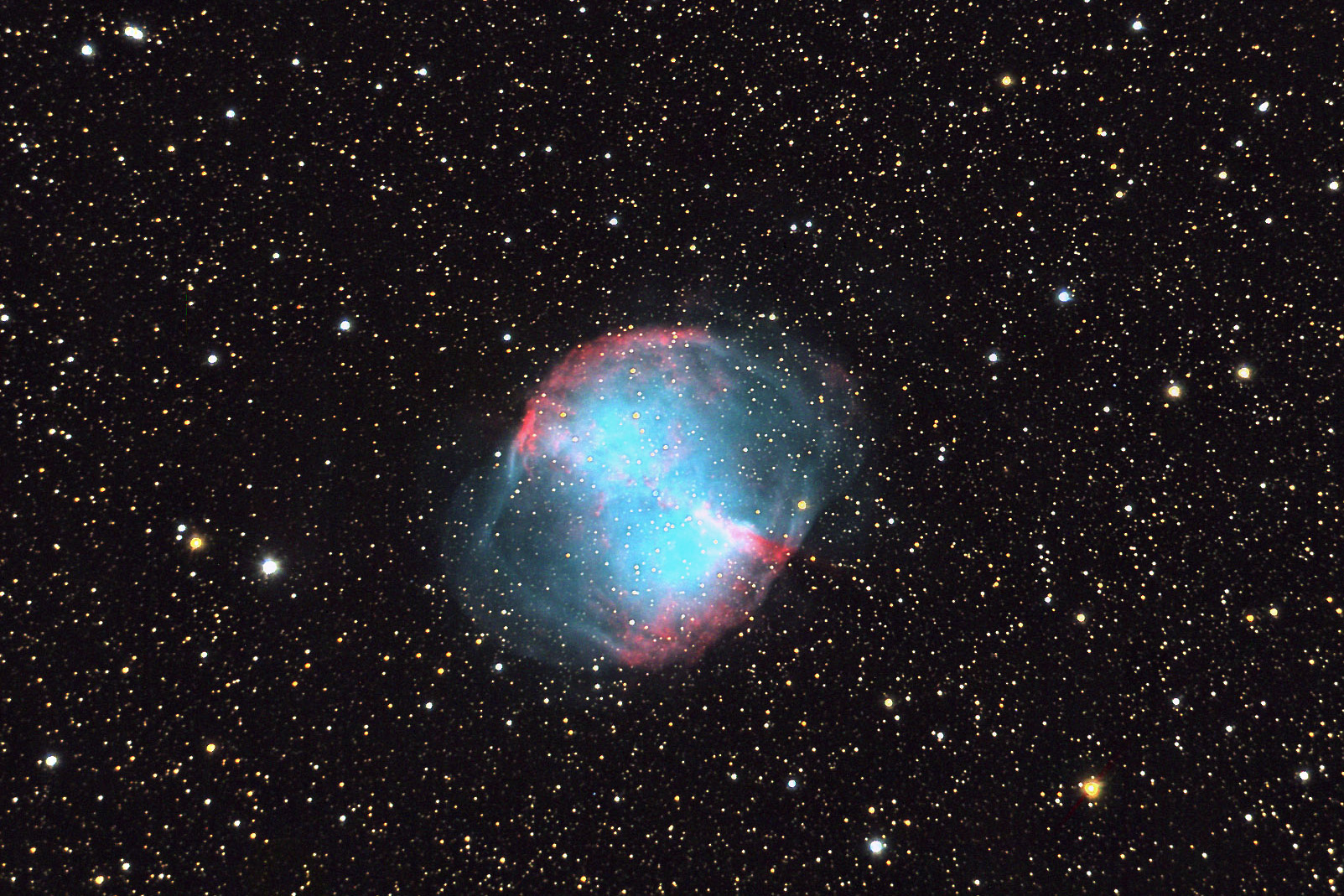
Nebulosa do Haltere, André Fryns

Contudo, em 1992, Moreno-Corral e outros registraram que a taxa de expansão no plano celeste dessa nebulosa não era superior a 2″,3 por século. Com este dado, estima-se que sua idade deve ter um limite máximo de 14 600 anos. Em 1970 Bohuski, Smith, & Weedman encontraram uma velocidade de expansão de 31 km/s. Determinado o raio do eixo menor em 1,01 (± 0.15|0.11 anos-luz)[b], isto faz concluir que a idade da nebulosa seja de 9 800 anos.
A estrela central de M27 é uma estrela anã brilhante, de magnitude aparente 13,5, e é extremamente quente, azul, com temperatura superficial de 85 000 K, pertencente à classe espectral O7, com uma provável companheira de magnitude aparente 17.
Adotando-se um valor médio para sua distância em 1 200 anos-luz, a luminosidade intrínseca da nebulosa é cerca de 100 vezes mais do que a luminosidade solar (-0,5 de magnitude absoluta), embora a estrela geradora da nebulosa tenha apenas um terço da luminosidade solar e sua companheira apenas um centésimo, considerando-se o espectro visual. A grande luminosidade da nebulosa deve-se a absorção radiação de alta energia da estrela central e na sua reemissão no espectro visível, sendo a maior parte emitida em apenas uma linha espectral centrada no verde, conhecida como a linha 5007 Ångström, gerada pela dupla ionização do oxigênio.
Praticamente nos limites da nebulosa, existe uma estrela variável, em correlações com a nebulosa, chamada variável de Goldilocks. Esta nebulosa planetária apresenta uma aparência de esferoide dilatada e é visível da perspetiva terrestre ao longo do plano de seu equador.

## Galeria

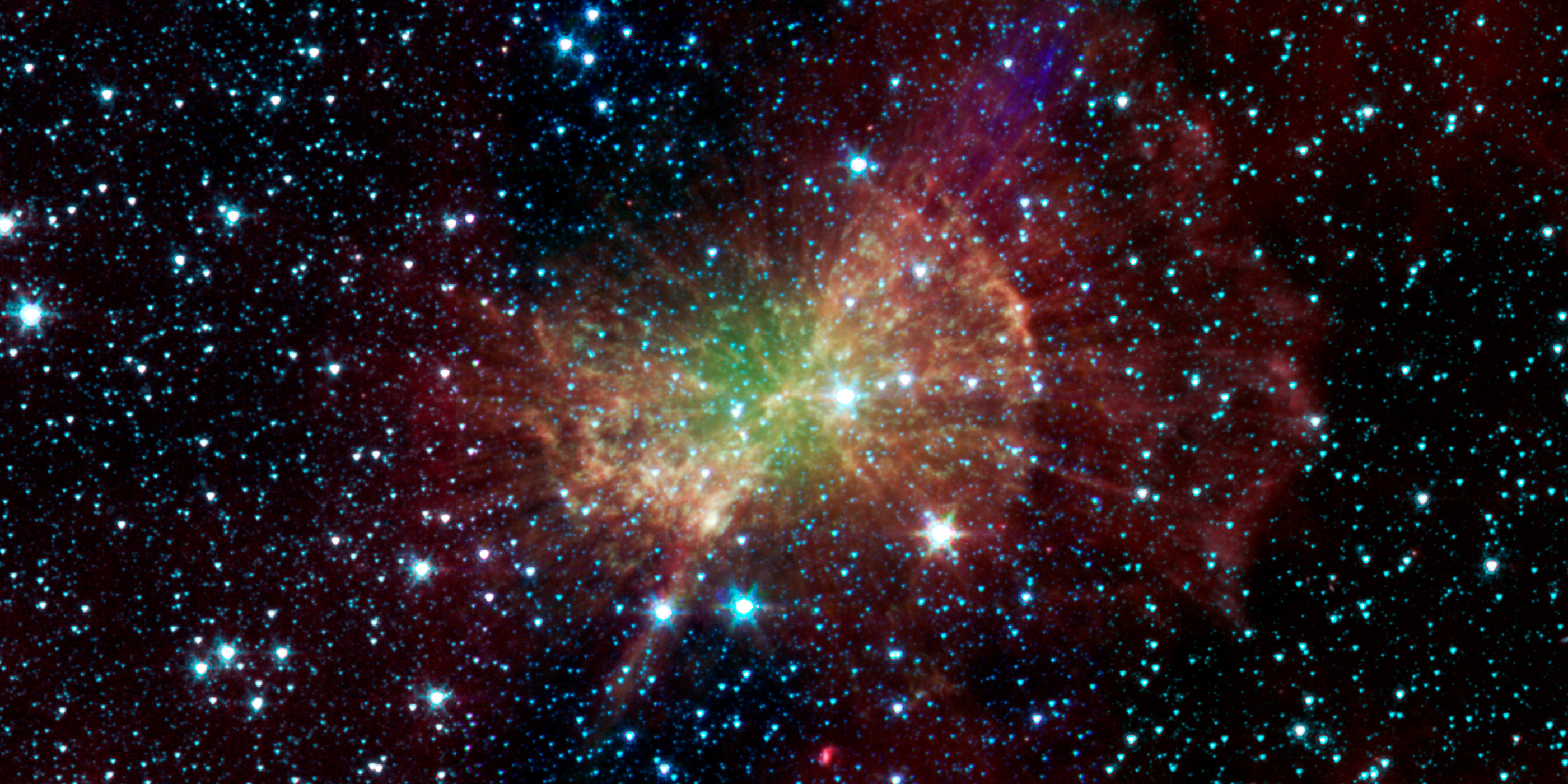
Nebulosa do Haltere, Telescópio Espacial Spitzer
- Vídeo sobre a Nebulosa do Haltere, NASA e L. Barranger (STScI/AVL)
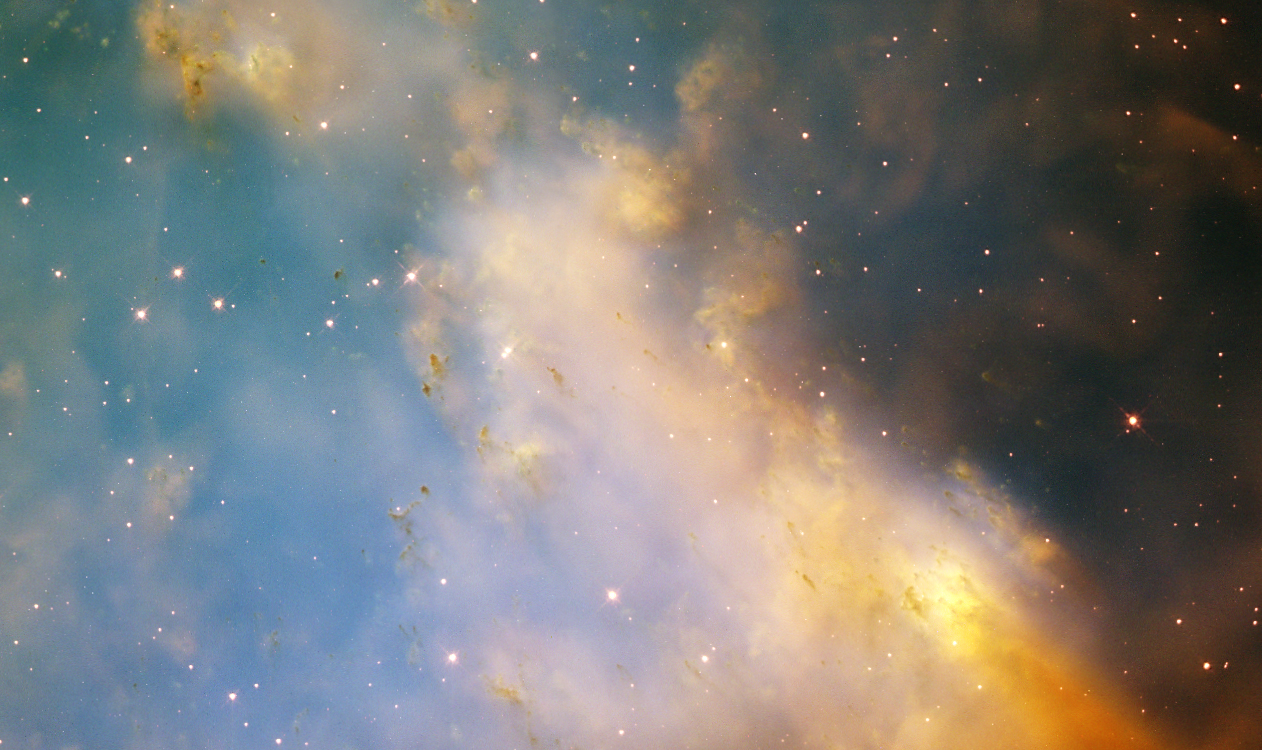
Imagem detalhada de alguns "nós" na Nebulosa do Haltere, Telescópio Espacial Hubble